# Universitat d'Osaka
La Universitat d'Osaka (大阪大学, Ōsaka daigaku), abreujat com a Handai (阪大), és una universitat pública de recerca situada a la prefectura d'Osaka, Japó. És una de les antigues universitats imperials del Japó, una Universitat Nacional Designada i llistada com a universitat "Top Type" al Projecte de la Universitat Top Global. La universitat sovint es classifica entre les tres millors universitats públiques del Japó, juntament amb la Universitat de Tòquio i la Universitat de Kyoto.
La Universitat d'Osaka va ser una de les primeres universitats modernes del Japó en la seva fundació el 1931. La història de la institució inclou predecessors molt més antics a Osaka, com ara el Kaitokudō fundat el 1724 i el Tekijuku fundat el 1838. El 2007, es va fusionar amb la Universitat d'Osaka d'Estudis Estrangers i es va convertir en la universitat nacional més gran del Japó.
La Universitat d'Osaka és una de les institucions de recerca més productives del Japó. Nombrosos estudiosos i científics destacats han assistit o treballat en ella, com el Premi Nobel de Física Hideki Yukawa, el mangaka Osamu Tezuka, el guanyador del premi Lasker Hidesaburō Hanafusa, l'autor Ryōtarō Shiba i el descobridor de cèl·lules T reguladores Shimon Sakaguchi.

## Història

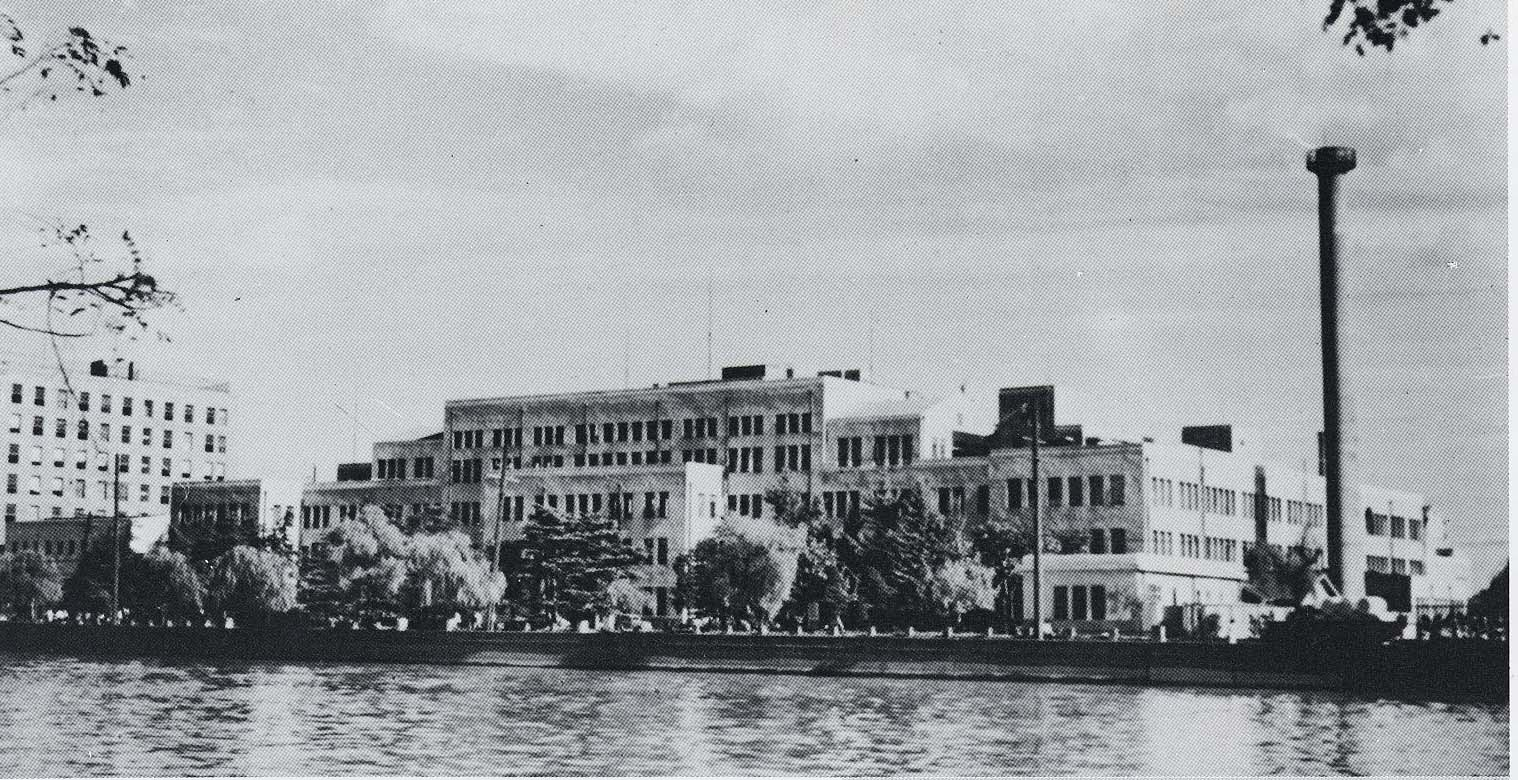
Campus de Nakanoshima de la Universitat Imperial d'Osaka.

Amb l'inici de l'era Meiji, el país va començar a adquirir diverses estructures d'educació i salut d'estil occidental. A Osaka, el Ministeri d'Educació va establir un hospital el 1869, seguit el 1880 de la creació d'una escola de medicina que treballava conjuntament amb ell i administrada per la ciutat. El 1896, el municipi d'Osaka també va obrir una escola tècnica. Paral·lelament, el Ministeri d'Educació va planificar l'establiment d'un sistema universitari basat en vuit universitats imperials, però l'estructuració de l'ensenyament secundari es va endarrerir a causa de la guerra contra la Xina de 1894-1895 i després la guerra contra Rússia de 1904-1905. Va ser només després d'aquestes que es va rellançar el moviment per crear aquestes universitats.
Després de la Primera Guerra Mundial, el govern japonès va promulgar una llei universitària amb l'objectiu de desenvolupar la seva educació superior. Aquesta llei permet, sobretot, la creació d'universitats dependents dels ens locals o amb un sol professorat. Va ser en aplicació d'això que l'escola de medicina va ser elevada el novembre de 1919 al rang d'Universitat Mèdica d'Osaka.
El 1993, l'Hospital Universitari d'Osaka es va traslladar del campus de Nakanoshima al centre d'Osaka al campus de Suita, completant la implementació del pla de la universitat per integrar les instal·lacions disperses als campus de Suita i Toyonaka. L'octubre de 2007, es va completar una fusió entre la Universitat d'Osaka i la Universitat d'Estudis Estrangers d'Osaka a Minoh. La fusió va convertir la Universitat d'Osaka en una de les dues universitats nacionals del país amb una Escola d'Estudis Estrangers, juntament amb la Universitat d'Estudis Estrangers de Tòquio. La fusió també va convertir la Universitat d'Osaka en la universitat nacional més gran del Japó.

## Alumnes destacats

### Física, Química i Tecnologies

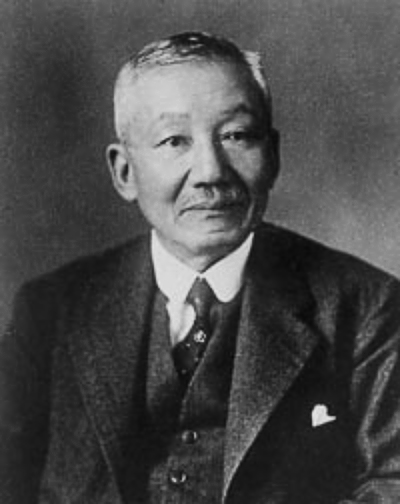
Hantaro Nagaoka (長岡 半太郎), primer president de l'OU, el pioner de la física japonesa.
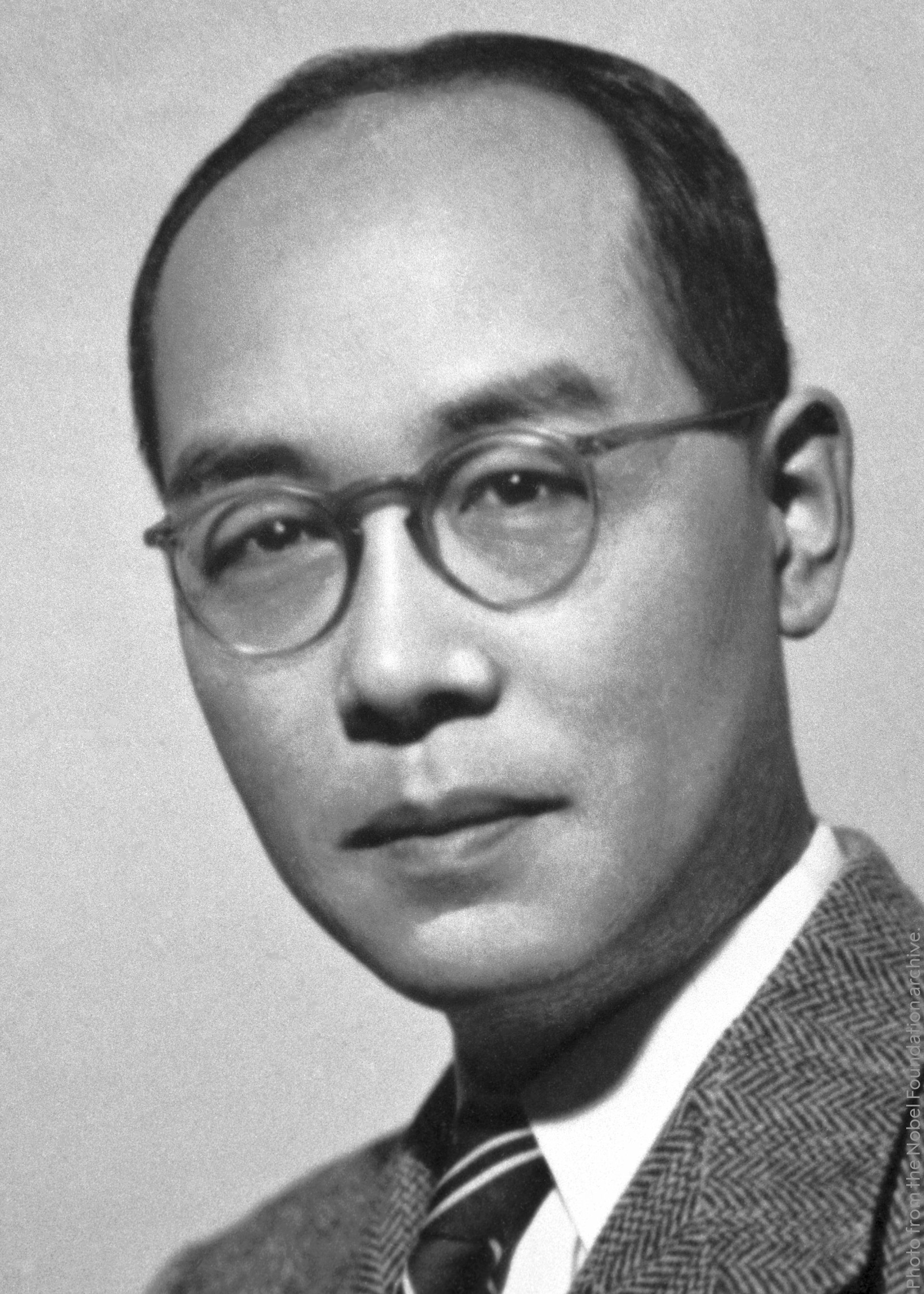
Hideki Yukawa (湯川 秀樹), físic i guardonat amb el Premi Nobel de Física 1949.
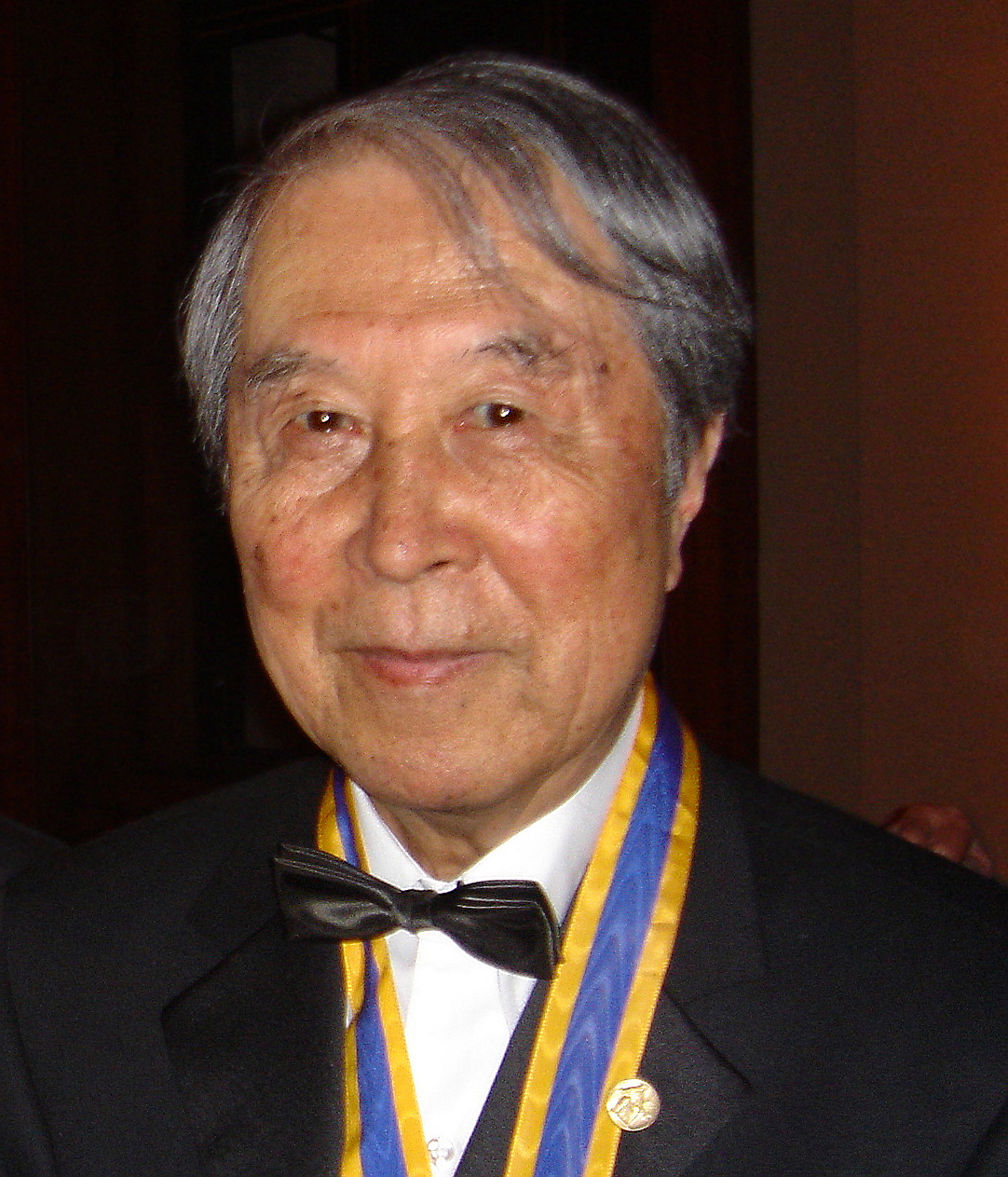
Yoichiro Nambu (南部 陽一郎), físic i guardonat amb el Premi Nobel de Física 2008.
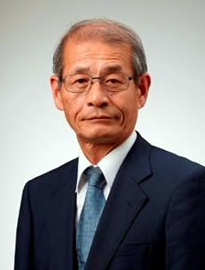
Akira Yoshino (吉野 彰), químic i guardonat amb el Premi Nobel de Química 2019.
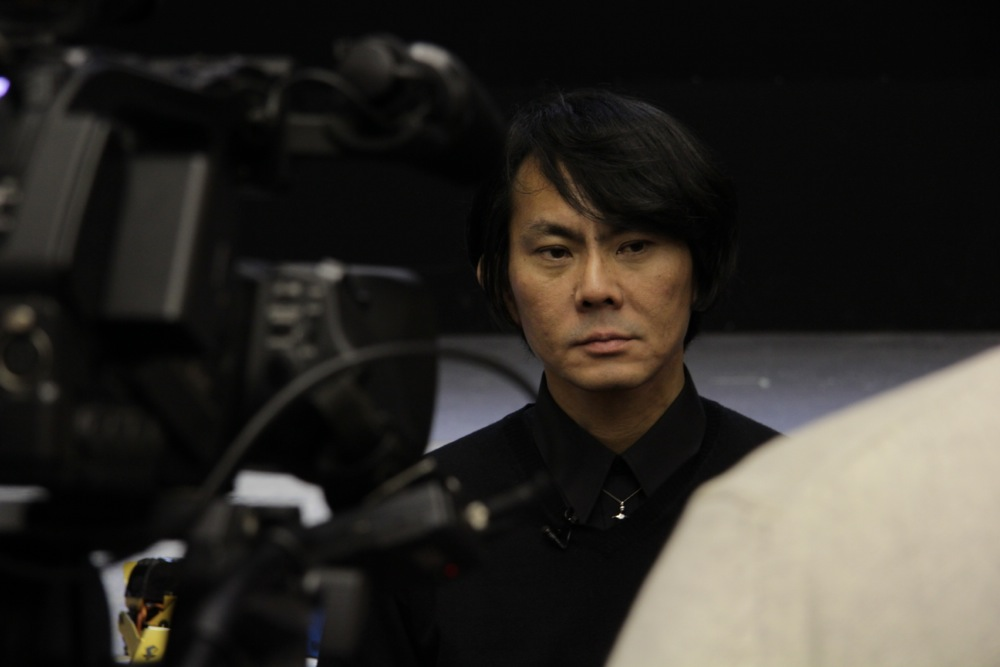
Hiroshi Ishiguro (石黒 浩), creador de robots Geminoid.

- Shoichi Sakata (坂田 昌一), físic, conegut pel model Sakata, nominat al Premi Nobel de Física.
- Oda Minoru (小田 稔), astrònom i astrofísic japonès, professor emèrit a la Universitat de Tòquio.
- Yoshiaki Arata (荒田 吉明), investigadors pioners en la fusió nuclear.
- Shigeo Satomura (里村 茂夫), físic japonès.
- Akira Hasegawa (長谷川 晃), físic teòric i enginyer.
- Takashi Hibiki (日引 俊詞), científic japonès que és professor emèrit d'enginyeria nuclear a la Universitat de Purdue.
- Yasuo Tanaka (田中 靖郎), astrofísic i membre de l'Acadèmia del Japó.
- Sonia Contera, física espanyola, serveix a la Universitat d'Oxford.
- Satoshi Kawata (河田 聡), científic en nanotecnologia, fotònica.
- Satoshi Hiyamizu (冷水 佐壽), professor d'enginyeria elèctrica.
- Tadao Kasami (嵩 忠雄), teòric de la informació japonès, IEEE Fellow, guanyador del Claude E. Shannon Award de l'IEEE 1999.
- Tetsuo Asano (浅野 哲夫), informàtic, president de la Japan Advanced Institute of Science and Technology (JAIST).
- Wahid Shams Kolahi, científic i enginyer elèctric iranià.
- Kilnam Chon, científic informàtic de Corea del Sud.
- Nguyễn Ngọc Bình, informàtic vietnamita.

### Ciències

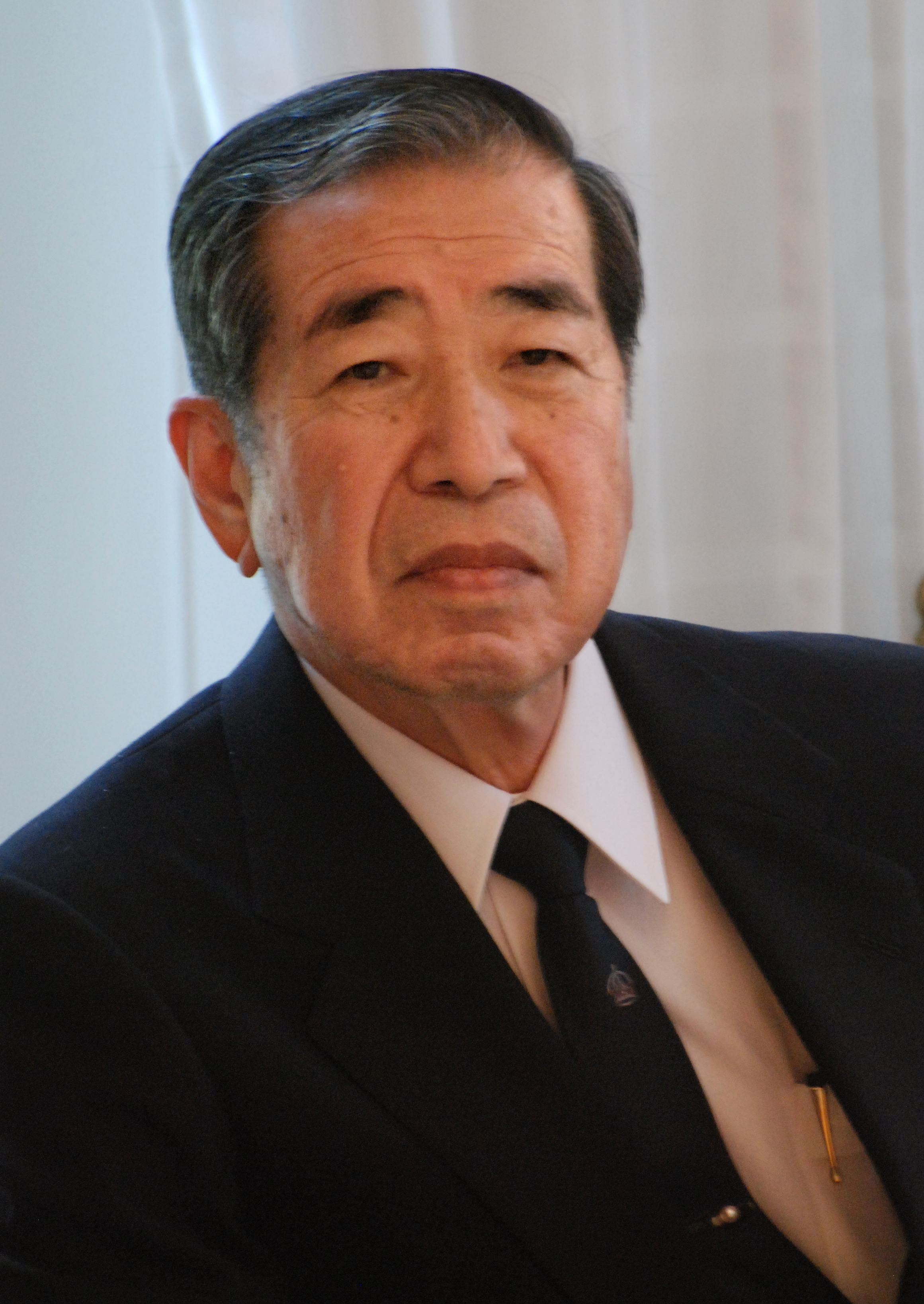
Tadamitsu Kishimoto (岸本 忠三), immunòleg, 14è president de la OU, guanyador del Premi Crafoord 2009.
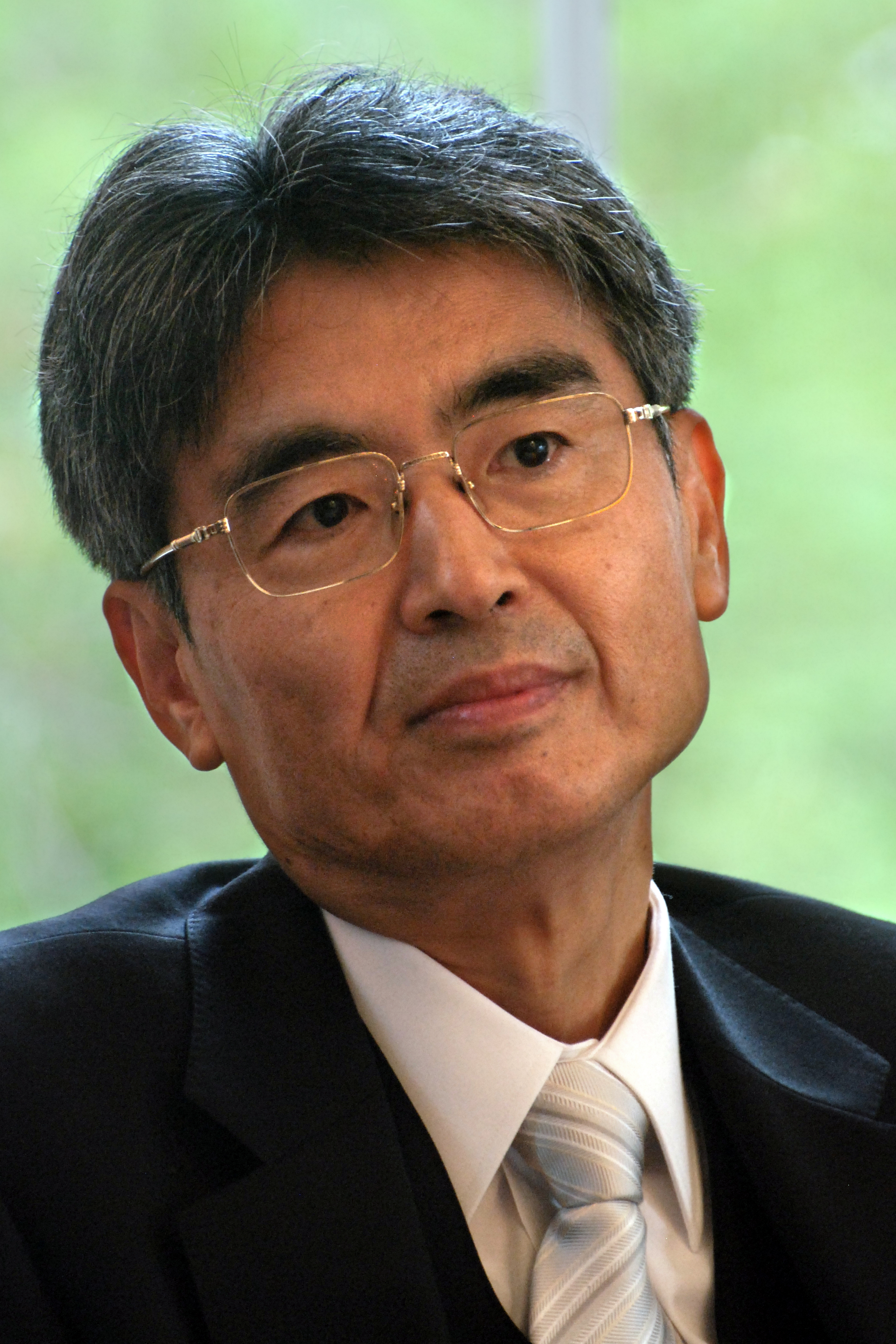
Toshio Hirano (平野 俊夫), immunòleg, 17è president d'OU, guanyador del Premi Crafoord 2009.
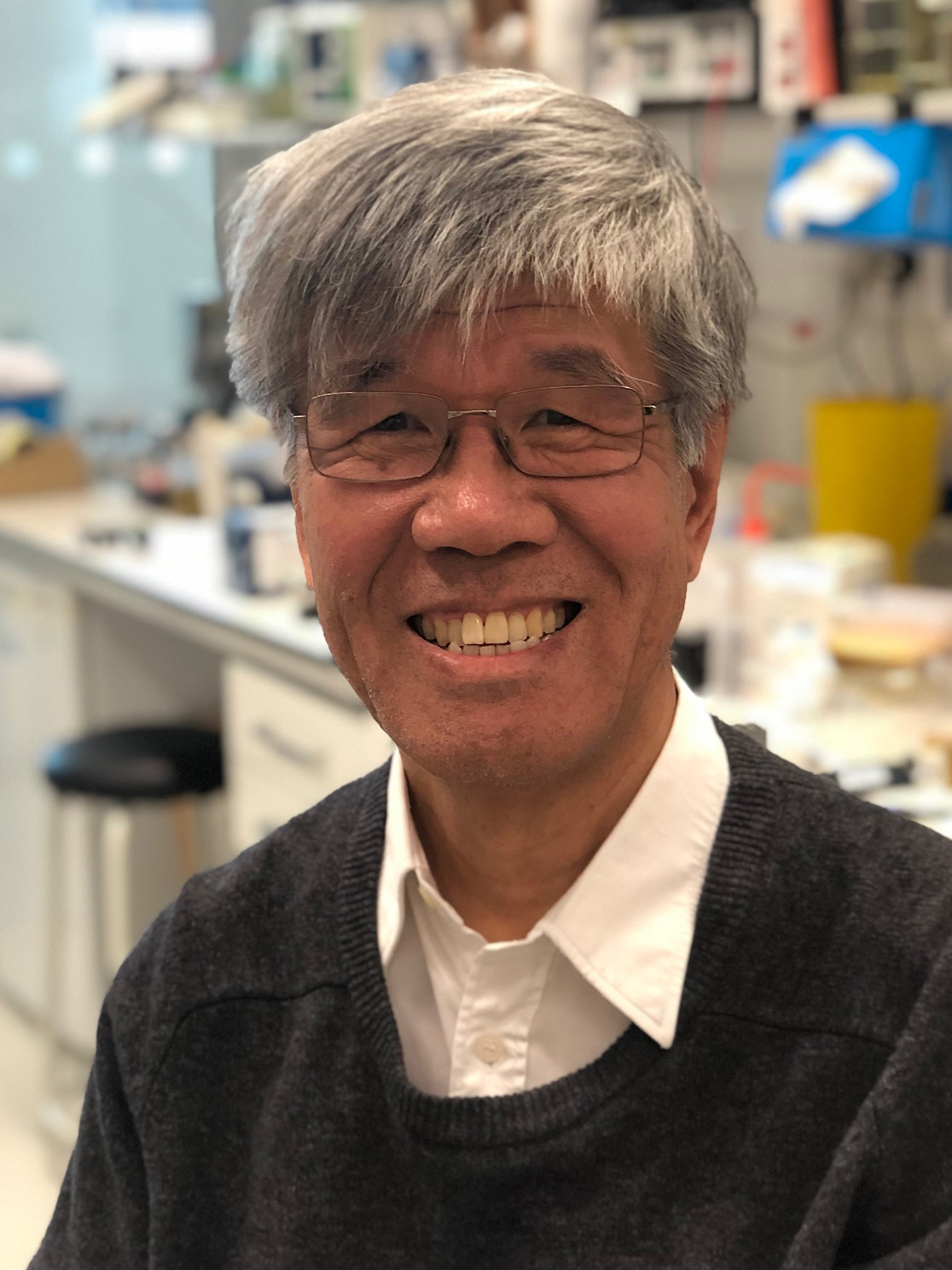
Kiyoshi Nagai, biòleg estructural al MRC Laboratory of Molecular Biology Cambridge, Regne Unit.
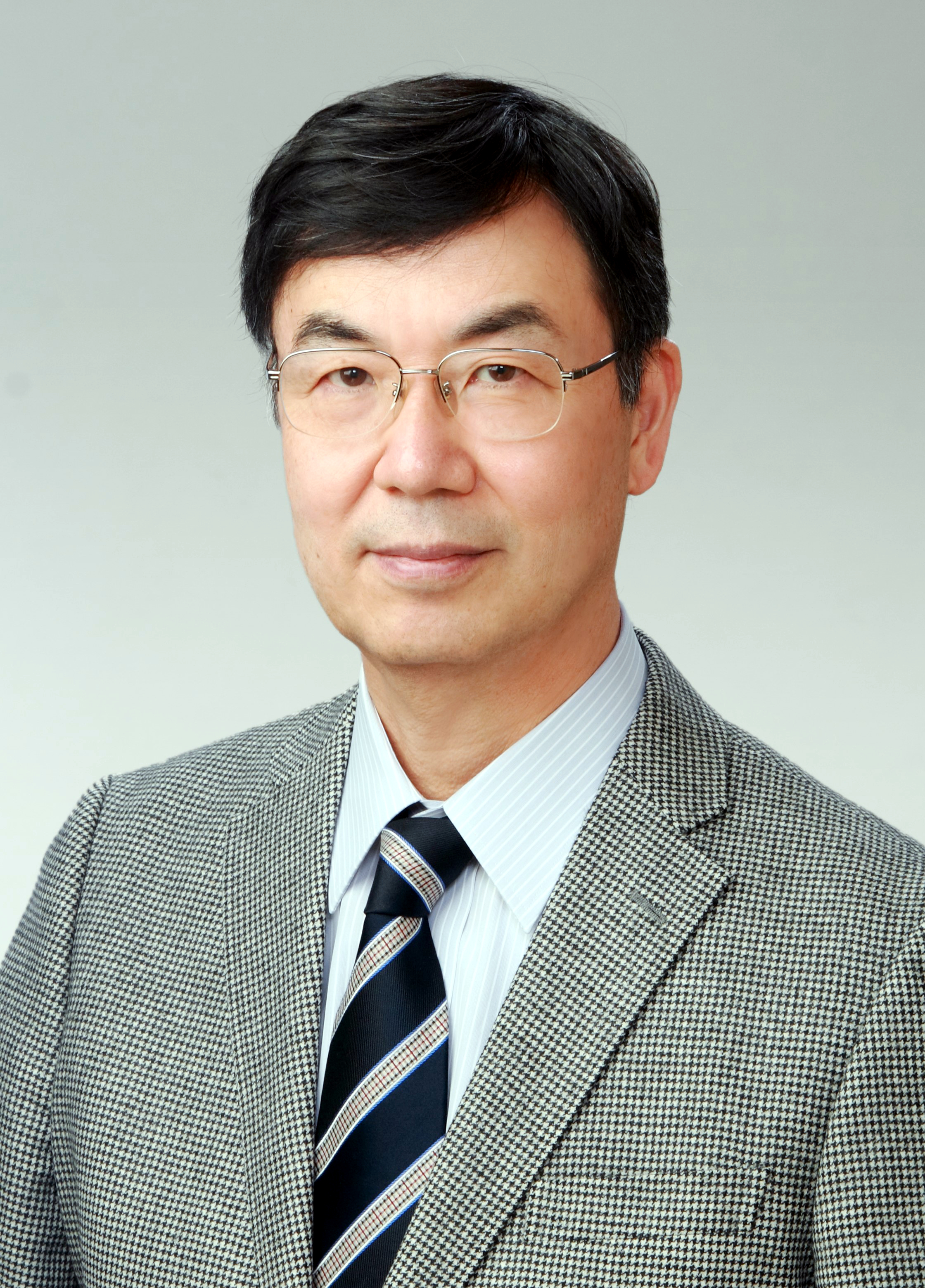
Shimon Sakaguchi (坂口 志文), immunòleg, Premi Gairdner i guanyador del premi Crafoord 2017
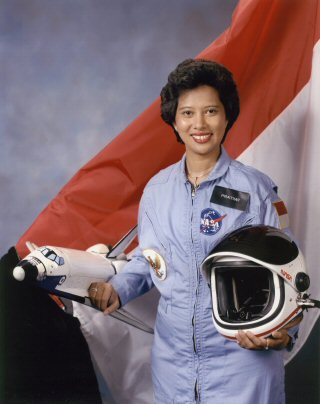
Pratiwi Sudarmono, microbiòloga d'Indonèsia.

- Li Siguang (李四光), geòleg i polític xinès.
- Hidesaburo Hanafusa (花房 秀三郎), viròleg, guanyador del Premi Albert Lasker d'investigació mèdica bàsica el 1982.
- Osamu Hayaishi (早石 修), Premi Wolf de Medicina 1986.
- Shizuo Akira (審良 静男), immunòlegs, guanyador del Premi Gairdner 2011.
- Yoshio Okamoto (岡本 佳男), químic, guanyador del Premi Japó 2019.
- Yukihiro Ozaki (尾崎 幸洋), científic de la Universitat Kwansei Gakuin.
- Tomoaki Kato (加藤 友朗), pioner en el trasplantament de múltiples òrgans.
- Toshio Yanagida (柳田 敏雄), biofísic.
- Yoshizumi Ishino (石野 良純), biòleg molecular, conegut per haver descobert la seqüència d'ADN de CRISPR.
- Kiyoshi Mizuuchi (水内 潔), bioquímic.
- Yusuke Nakamura (中村 祐輔), destacat genetista i investigador del càncer.

### Matemàtiques i Econòmica

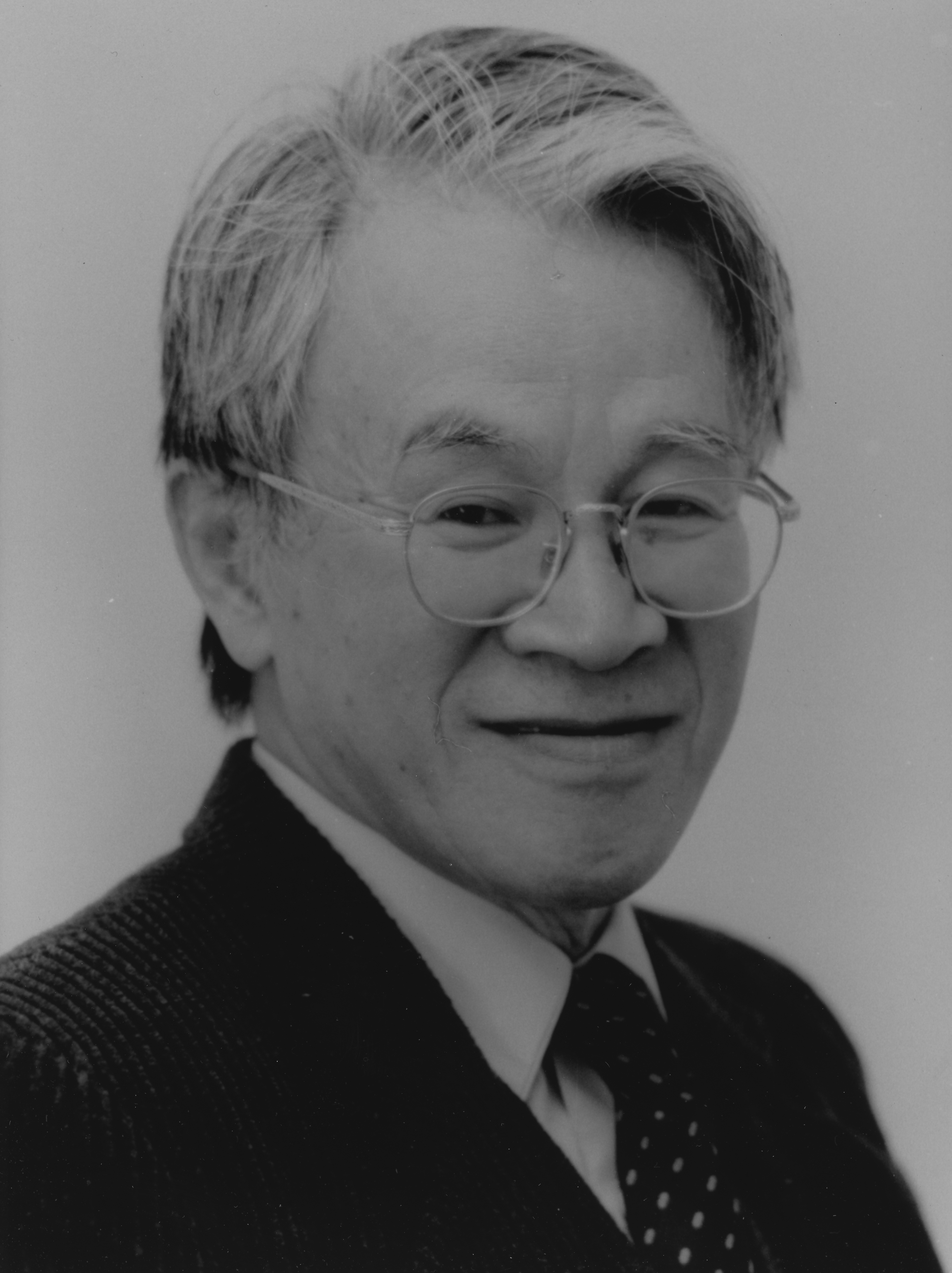
Michio Morishima (森嶋 通夫), economista, cofundador de International Economic Review.
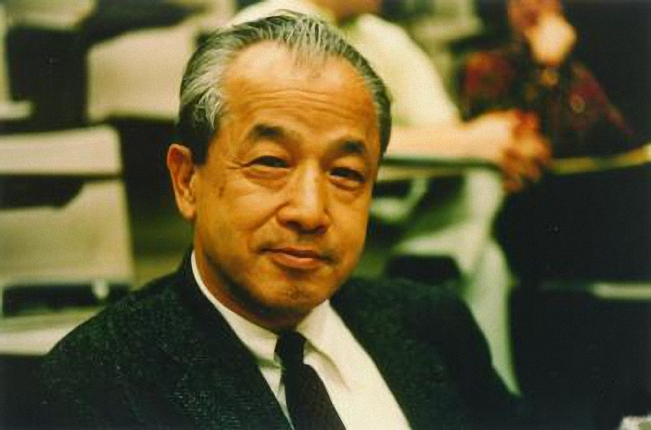
Shizuo Kakutani (角谷 静夫), matemàtic, professor a Yale, conegut pel teorema del punt fix de Kakutani.
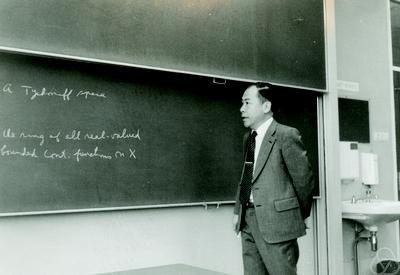
Jun-iti Nagata (長田 潤一), un matemàtic especialitzat en topologia.

- Hiroshi Haruki (春木 博), matemàtic, autor del teorema de Haruki i del lema de Haruki.
- Tadashi Nakayama (中山正), matemàtic que va fer importants contribucions a la teoria de la representació.
- Katsumi Nomizu (野水 克己), matemàtic japonès-nord-americà conegut pel seu treball en geometria diferencial.
- Hidehiko Yamabe (山辺 英彦), matemàtic conegut pel flux de Yamabe, l'invariant de Yamabe i el problema de Yamabe.
- Toru Kumon (公文 公), educador de matemàtiques, desenvolupador del mètode Kumon.
- Kengo Hirachi (平地 健吾), matemàtic, especialitzat en geometria CR i anàlisi matemàtica.
- Yozo Matsushima (松島 与三), matemàtic.
- Masao Ogaki (大垣 昌夫), economista la Universitat de Keio.
- Giorgio Brunello, economista italià.
- Kazuya Kamiya (神谷 和也), economia, professor a la Universitat de Kobe.
- Takero Doi (土居 丈朗), economista.

### Polítics

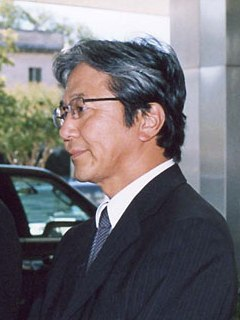
Mitoji Yabunaka (薮中 三十二), l'actual viceministre d'Afers Exteriors japonès.
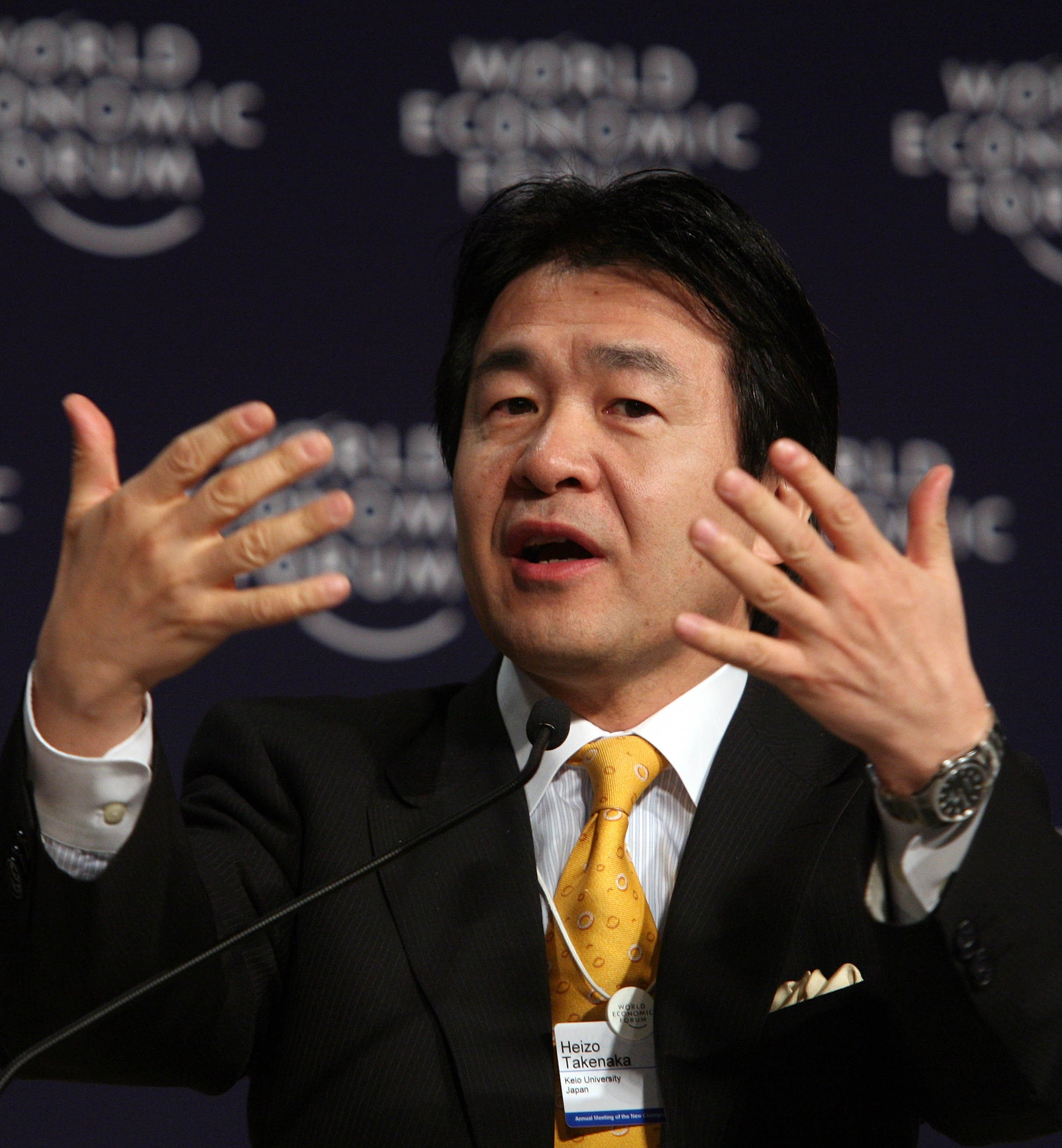
Heizo Takenaka (竹中 平蔵), economista que exerceix com a ministre d'Afers Interns i Comunicacions
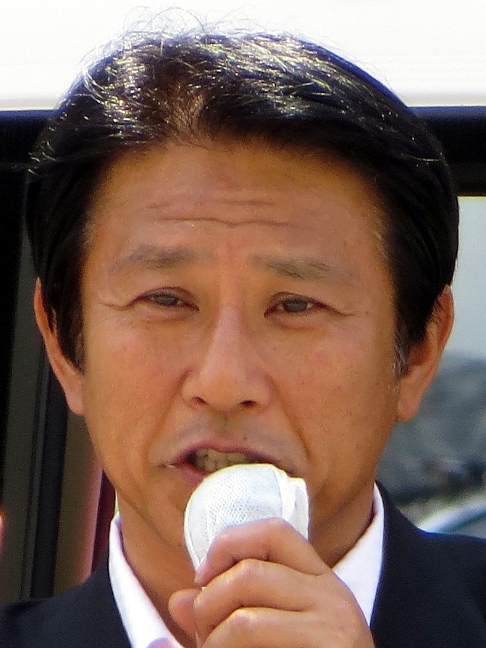
Shinji Tarutoko (樽床 伸二), polític i antic membre de la Camera de Representants (Japó).

- Shuzen Tanigawa (谷川 秀善), polític del Partit Liberal Democràtic, membre de la Cambra de Consellers del Japó a la Dieta.
- Satoshi Umemura (梅村 聡), polític del Partit Demòcrata del Japó, membre de la Cambra de Consellers del Japó a la Dieta.
- Mitsuo Mitani (三谷 光男), un polític del Partit Demòcrata del Japó, membre de la Cambra de Representants del Japó a la Dieta
- Tadashi Maeda (前田 正), polític que va servir a la Cambra de Representants del Japó.
- Wataru Ito (伊藤 渉), polític del Partit Nou Komeito.
- Keisuke Kihara (木原 敬介), antic alcalde de Sakai.
- Ko Ko Oo, científic i antic Ministre de Ciència i Tecnologia de Birmània
- Fathimath Dhiyana Saeed, secretari general de l'SAARC.